# ساوث بارك: بيغر، لونغر آند أنكت (فلم)
ساوث بارك: بيغر، لونغر آند أنكت (بالإنجليزية: South Park: Bigger, Longer & Uncut) هو فيلم كرتوني أمريكي من إنتاج 1999 مقتبس من المسلسل الكرتوني الأمريكي من نفس الاسم، من بطولة تري باركر ومات ستون.

## الإيرادات
حقق الفيلم إيرادات تقدر بحوالي 83 مليون دولار أمريكي.

## أغاني الفيلم
1. "Mountain Town" - Stan, Kyle, Kenny, Cartman, Sharon, and Sheila
2. "Uncle Fucka" - Terrance and Phillip
3. "It's Easy, Mmkay" - Mr. Mackey, Stan, Kyle, Cartman, Gregory, and Wendy
4. "Blame Canada" - Sheila, Sharon, Liane, and Carol
5. "Kyle's Mom's a Bitch" - Cartman
6. "What Would Brian Boitano Do?" - Stan, Cartman, and Kyle
7. "Up There" - Satan
8. "La Resistance" (Medley) - Gregory, Sheila, Terrance, Phillip, Army, Stan, Cartman, Kyle, and Satan
9. "I Can Change" - Saddam
10. "I'm Super" - Big Gay Al and Chorus
11. "The Mole" (Reprise) - The Mole and Kyle
12. "Mountain Town" (Reprise) - Chef, Stan, Kyle, Cartman, Sheila, Sharon, Liane, and Company
13. "What Would Brian Boitano Do?" (Reprise) - D.V.D.A. (end credits)
14. "Eyes of a Child" - Michael McDonald (end credits)

## وصلات خارجية
- ساوث بارك: بيغر، لونغر آند أنكت على موقع IMDb (الإنجليزية)
- ساوث بارك: بيغر، لونغر آند أنكت على موقع ميتاكريتيك (الإنجليزية)
- ساوث بارك: بيغر، لونغر آند أنكت على موقع روتن توميتوز (الإنجليزية)
- ساوث بارك: بيغر، لونغر آند أنكت على موقع نتفليكس (الإنجليزية)
- ساوث بارك: بيغر، لونغر آند أنكت على موقع قاعدة بيانات الأفلام العربية
- ساوث بارك: بيغر، لونغر آند أنكت على موقع ألو سيني (الفرنسية)
- ساوث بارك: بيغر، لونغر آند أنكت على موقع Turner Classic Movies (الإنجليزية)
- ساوث بارك: بيغر، لونغر آند أنكت على موقع أول موفي (الإنجليزية)
- ساوث بارك: بيغر، لونغر آند أنكت على موقع بوكس أوفيس موجو (الإنجليزية)
- ساوث بارك: بيغر، لونغر آند أنكت على موقع فيلمافينيتي (الإسبانية)